# Денисово (Рязанская область)
Денисово — деревня в Пронском районе Рязанской области России. Входит в Погореловское сельское поселение

## География
Расположена в 4-5 км к северо-востоку от города Новомичуринск, на правом берегу реки Суровки, впадающей в Пронское водохранилище.

## Население
| 2010 |
| ---- |
| 150  |